# 蔚珍飛行場
蔚珍飛行場（ウルチンひこうじょう）は、大韓民国慶尚北道蔚珍郡箕城面にある飛行場である。蔚珍空港（ウルチンくうこう、韓国語: 울진공항）とも呼ばれる。
韓国東海岸に位置する蔚珍郡の交通条件改善と観光開発のため、1990年代に空港の新設が構想され、建設が進められたが、航空会社の就航が見込めないとして工事は中断。ほぼ完成した施設は放置されていたが、操縦者養成施設として活用されることが決まり、2010年7月、附設の蔚珍飛行教育訓練院の開院とともに使用が開始された。

## 位置
韓国東部、慶尚北道の北東角を占める蔚珍郡に位置する。当初の構想では、慶尚北道・大邱広域市を合わせた地域の航空需要を蔚珍・醴泉・浦項・大邱の4空港で分担し、北東部を蔚珍空港に担当させる予定であった。
蔚珍郡内ではやや南寄りに位置し、郡中心部からは離れている。周辺は太白山脈に連なる山地が海岸近くに迫る地形で、施設は海岸沿いの狭い平地に形成された小集落を直下に見下ろす丘陵上を切り開いて作られており、施設の一部は斜面上に配置されている。
飛行場の北方33kmには蔚珍原子力発電所があり、発電所の周辺、半径10NM（約18km）以内の上空は飛行禁止区域となっている。韓国政府は原子力発電所上空の飛行を以前から規制していたが、アメリカ同時多発テロ事件発生後に規制が強化され、各原子力発電所の上空には同様の飛行禁止区域が設定されている。

## 名称
大韓民国航空法の規定による施設設置告示、および使用開始告示における名称は「蔚珍飛行場」であるが、「蔚珍空港」とも呼ばれる。他に「箕城空港」「箕城飛行場」「蔚珍箕城空港」などとも呼ばれることがある。
構想当初、蔚珍に建設される施設が「空港」であるか「飛行場」であるかは曖昧であった。1994年に韓国交通部が公表した「空港開発中長期基本計画」では「蔚珍地域空港開発」として反映された一方、1995年に建設交通部が作成した資料では、他の空港を「空港」として列挙する中で、蔚珍のみが「蔚珍飛行場」の名称で呼ばれていた。しかし、基本計画は「蔚珍空港開発基本計画」の名称で策定され、以降、公式には「蔚珍空港」の名称が用いられてきた。訓練施設への転用が決まると状況に変化が生じ、2009年に国土海洋部が訓練事業者の選定にあたって作成した資料は、冒頭で「蔚珍空港（飛行場）」としたほか、本文ではもっぱら「蔚珍飛行場」を用いていた。使用開始の近づいた2010年6月9日には、釜山地方航空庁は以前に行った施設設置告示の変更を告示し、名称を「蔚珍空港（蔚珍飛行場）」に変更した。しかし数日後の6月15日、釜山地方航空庁は再変更を告示し、名称を単なる「蔚珍飛行場」に変更、7月1日の使用開始告示もこの名称で行われた。
なお1970年代、蔚珍郡蔚珍面後亭里（当時、後の蔚珍郡竹辺面後亭里）に開発された飛行場も「蔚珍飛行場」と呼ばれていたが、この飛行場は箕城面の「蔚珍飛行場」と直接の関係はない。

### 空港コード
ICAO空港コードはRKTLである。このコードは、2000年1月に“ULJIN”に割り当てられたものを使用している。

## 施設
以下の施設を持つ。
当初、誘導路は滑走路と駐機場を結ぶ1本のみが設けられていたが、訓練施設転用時に平行誘導路が増設された。また旅客ターミナルも、一部が講義棟に転用されている。
滑走路は、2010年の映画『グランプリ』で撮影に使用された。
- 滑走路: 長さ1800m × 幅45m 1本
- 誘導路: 長さ231.5m × 幅18m 1本、長さ50.25m × 幅7.5m 2本、長さ35.25m × 幅24.35m 2本
- 平行誘導路: 長さ1800m × 幅7.5m 1本
- 駐機場: 11000m2（ボーイング737級 2機分）
- 旅客ターミナル: 6664m2
- 駐車場: 5580m2、186台収容

## 歴史

### 前史
大韓民国東海岸に位置する蔚珍郡は、西を太白山脈に隔てられ、海岸沿いを南北に結ぶ交通の発達も見られなかったことから、交通の便が悪い僻地として知られてきた。一方で郡内には白岩温泉・徳邱温泉など数百年の歴史を持つ温泉が位置し、望洋亭・越松亭といった海岸の景勝地が関東八景に数えられるなど、観光資源には恵まれていた。
この蔚珍郡と航空交通とのかかわりとしては、1930年代末に当時の朝鮮総督府が蔚珍に不時着陸場の設置を計画していたことが挙げられる。この計画は米子と京城を結ぶ航空路の中間点にあたる蔚珍に、不時着用の地点を確保する趣旨であった。1971年には、地元選出の国会議員であった呉俊碩が総選挙で蔚珍での飛行場建設を公約に掲げて再選された。当時は1968年の蔚珍・三陟事件の影響も残り、軍事的な必要性も認められたことから建設が決まり、後亭里の海岸で工事が行われた。しかし飛行場は活用されることもなく、軍の用地に転用された。
1976年には浦項から蔚珍を経由して三陟を結ぶ国道の工事が開始され、1979年にはこの区間の全線で2車線の舗装道路としての整備が完了、蔚珍郡の交通状況はやや改善された。この際、蔚珍郡を通過する区間の一部が非常滑走路に指定され、航空機の離着陸が可能となるよう道幅の広い直線区間として整備されたが（竹辺非常滑走路）、これは有事の際の軍用機の着陸を目的としたものであった。
この間に蔚珍郡では人口の減少が進んだ。1960年代には10万人を超えていた人口は1966年の11万7602人を最高として減少に転じ、1980年には9万人となり、なお減少傾向にあった。

### 構想
1980年代、蔚珍郡では観光開発が行われていた。1979年には白岩温泉が国民観光地に、1983年には徳邱温泉が慶尚北道により温泉地区に指定され、温泉場としての開発が進められた。鳳坪、望洋、後亭には海水浴場が設置された。また北部の北面富邱里では蔚珍原子力発電所の建設が進められた。建設当初は原子力発電所の安全性に関する問題が地元住民には知られていなかったため、目立った反対運動もなく、1988年には蔚珍1号機が、1989年には2号機が、それぞれ稼動を開始した。後の蔚珍空港建設に繋がる地元の空港誘致活動はこの時期から行われており、当時、地元選出の国会議員であった金重權も誘致に取り組んでいたが、1980年代には特に進展はなかった。
1990年代に入ると韓国交通部が蔚珍空港建設の妥当性調査を実施し、空港建設構想はようやく具体化した。1992年3月には韓国で総選挙が行われ、蔚珍空港建設を推進してきた金重權は再選に向けて立候補することになった。当時、蔚珍では既設の蔚珍原子力発電所1号機の故障が頻発する中、政府が今後の原子炉増設や、放射性廃棄物処理場建設の候補地として蔚珍を挙げたことから、原子力開発に対する反対運動が高まりを見せていた。現職の金重權は、デモ隊により自宅に投石されたり、火炎瓶を投げ込まれたりするなど、反対派からは敵視されており、選挙でも不利な戦いを強いられた。金重權は住民の同意なしには政府に廃棄物処理場の建設を行わせないと明言するとともに、蔚珍空港の建設推進を公約に掲げて選挙戦を戦ったが、対立候補に敗れた。この年、交通部は妥当性調査の結果を受けて、蔚珍空港建設に翌年から着手、1996年までに完成させる計画を立て、総事業費347億ウォンのうち28億2800万ウォンを翌1993年予算で要求したが、政府はこの年の予算で新規投資を抑制する方針を取り、空港建設予算は反映されなかった。
1994年4月、交通部は「空港開発中長期基本計画」において、1995年からの5年間に推進する空港開発事業を示した。この計画に「蔚珍地域空港開発」として、後の蔚珍空港の開発が盛り込まれた。計画では、観光資源がありながら交通条件の悪いこの地域に航空交通の提供が必要であるとし、40人から50人乗り以下の小型機就航を前提に1200m×35mの滑走路、10000m2の駐機場、1000m2の旅客ターミナルなどを備えた空港を開発、段階的に拡張するとしていた。蔚珍での空港開発は、全国で軽飛行場の開発を行う計画の一環として掲げられたもので、計画は、まず軍の飛行場を活用して主要地方都市や有名観光地に軽飛行場を整備し、1996年からは対象地域を奥地や島嶼部に拡大する方針を示し、新設する空港として蔚珍のほか、鬱陵島の軽飛行場を挙げていた。
1995年に入ると前年の米朝枠組み合意に基づき3月に朝鮮半島エネルギー開発機構(KEDO)が発足、6月には理事会が北朝鮮に供与する軽水炉を蔚珍原子力発電所で建設中の蔚珍3・4号機を参照炉とする韓国標準型軽水炉とすることを決定した。この年に建設交通部（1994年12月に交通部が建設部と統合され成立）が示した案では、蔚珍空港開発事業の目的として韓国標準型原発建設に向けた交通手段の確保が加えられ、また正式には設計後に確定と断りながらも、滑走路は1500m×30m、駐機場10000m2、旅客ターミナルは1500m2と、施設規模がやや拡大している。総事業費は617億ウォン、事業期間は2000年までとされた。翌1996年予算には、基本調査設計費として3億3500万ウォンが盛り込まれた。

### 着手
1996年5月には基本設計が開始され、これが蔚珍空港開発事業の実質的な始まりとなった。1997年2月には蔚珍郡が空港建設予定地となった箕城面（面は郡の下位行政区画）の住民を対象に公聴会を行った。空港建設に対する住民の賛否は分かれ、一部の住民は騒音公害や高度制限により周辺の開発が制約されることを理由に建設に反対の立場を示した。箕城面では1994年に住民が有権者の約半数の賛成署名を集めて放射性廃棄物処理場の誘致に乗り出したところ、これに反対する住民による反対運動が蔚珍郡全体に拡大、政府が箕城面での処理場建設を行わないことを確約することにより事態が収束した経緯があり、住民の間には同様の施設が立地することに対する抵抗感が存在した。空港整備に韓国電力公社が出資するという情報も伝わり、空港が蔚珍原子力発電所に向けた輸送機関として活用されるのではないかという懸念から、原発反対派も空港の建設に反対した。
基本設計は1997年4月に完了、1998年6月には「蔚珍空港開発基本計画」が告示された。この計画では、滑走路1600m×45m、駐機場18000m2、旅客ターミナルは4700m2を備えた空港を2002年までの事業期間で整備するものとされ、施設規模はさらに拡大した。これに対して予算庁は予算を割り当てるつもりがないという見解を示していたが、建設交通部は「既に設計が進んでおり、観光開発のためにも必要な事業」として事業を継続した。
1999年には監査院が特別監査において蔚珍空港の事業規模の問題を取り上げ、「空港開発中長期基本計画」が軽飛行場規模で建設した場合にのみ経済性があるとの判断から蔚珍空港を軽飛行場規模で計画したのに対し、基本計画はこれを無視して施設の規模を拡大した、として、基本計画を再検討するよう勧告した。これに対し建設交通部は、需要予測からはより小さい規模の空港が妥当であるものの、韓国内にこの規模の空港に離着陸できる旅客機が存在しないことを考慮した、と反論した。
| 計画名                              | 滑走路 (m×m) | 駐機場 (m2) | ターミナル(m2) | ターミナル(m2) | 駐車場 (m2) | 進入道路 (m×m)                    |
| 計画名                              | 滑走路 (m×m) | 駐機場 (m2) | 旅客           | 貨物           | 駐車場 (m2) | 進入道路 (m×m)                    |
| ----------------------------------- | ------------ | ----------- | -------------- | -------------- | ----------- | --------------------------------- |
| 空港開発中長期基本計画(1994)        | 1200×35      | 10000       | 1000           | －             | 4000        | －                                |
| 建設交通部国政監査(1995)            | 1500×30      | 10000       | 1500           | －             | 4000        | －                                |
| 蔚珍空港開発基本計画(1998)          | 1600×45      | 18000       | 4700           | 430            | 7500        | 2200×11                           |
| 蔚珍空港建設事業実施計画(2001)      | 1600×45      | 11000       | 6842           | －             | 5580        | 1856×11（南側） 2087×11（北西側） |
| 蔚珍空港建設事業実施計画 変更(2002) | 1800×45      | 10920       | 7000           | －             | 5580        | 1856×11（南側） 2572×11（北西側） |

このように政府部内からも建設に疑問の声が出る中で、建設交通部が蔚珍空港建設を推進した背景には、初期に地元選出の国会議員として空港建設を推進した金重權が、金大中政権で1998年から大統領秘書室長を務めていたことが影響したと指摘されている。
現地での作業にも遅れが生じていた。空港建設予定地内には多数の墓地があったことから、慶尚北道は予定地近くに簡易火葬場を設置、地権者に一旦火葬した上で別の場所に移葬するよう求めていた。しかし宗教上の理由により火葬を拒否する地権者が少なくなく、この問題による用地買収の遅れは着工が遅れる原因となった。このほか進入道路の経路選定をめぐる混乱もあり、2000年には基本計画が変更され、事業期間が1年延期されている。

### 着工

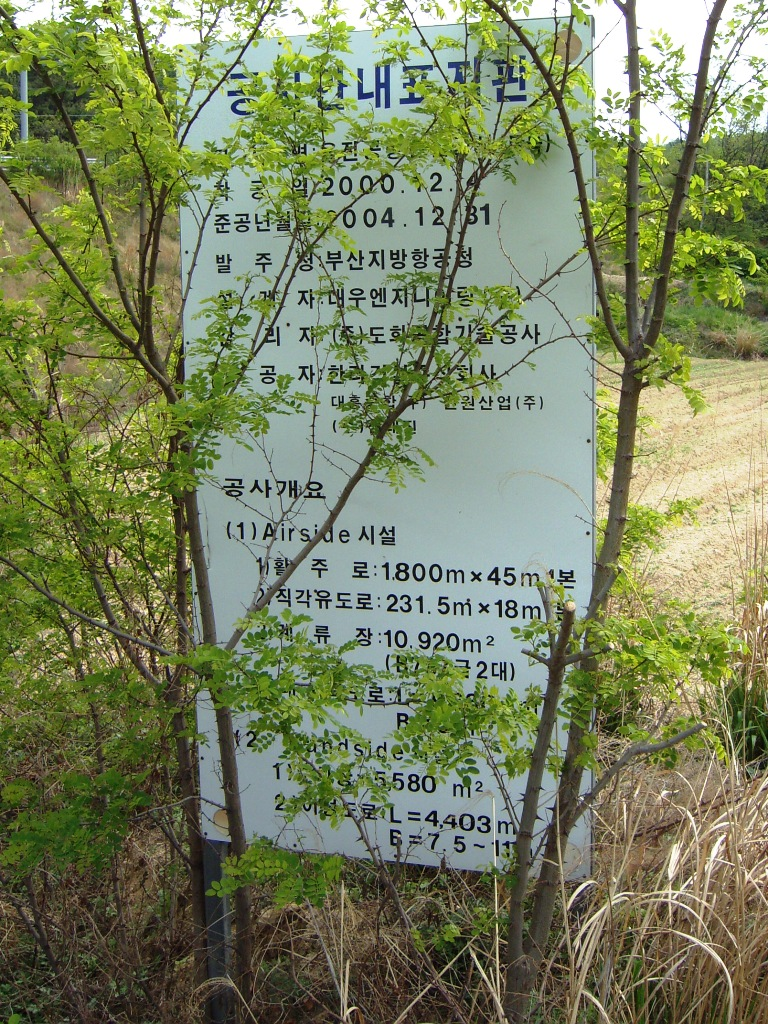
空港南側進入路入口近くに立てられていた工事案内板。判読しづらいが、2000年に着工され、2004年竣工の予定であったことが示されている（2009年4月撮影、後に撤去）。

2000年11月には空港建設工事のうち土木分野を担当する会社が決定し、2001年からは工事が本格化した。しかし、工事の過程でもさまざまな問題が発生した。蔚珍郡は宮殿などの建築にも用いられる松の産地で、空港用地内にも松の立木が多数存在したが、これらの松は搬出された後、蔚珍郡内の公共機関や、大邱国際空港の敷地に植え替えられた。用地買収の際、釜山地方航空庁は用地内の立木の経済的価値を認めず、土地と一括で補償を行った。しかし、箕城空港対策委員会は公共機関の造園用に利用されていることから見ても価値があるのは明らかであるとして、追加で補償を実施することを前提に、用地内の立木の価値を再鑑定するよう釜山地方航空庁に要求した。用地内の立木をめぐっては、後に造園業者が用地に無断で侵入し、用地内の松を持ち去ったとして逮捕されるという事件も起きた。また工事現場からの土砂の流出や工事による騒音・振動により周囲の養殖場や沿岸漁業に被害が発生し、周辺の漁民が訴訟やデモにより補償を求める事態に発展した（→漁業被害）。
2001年7月には「蔚珍空港建設事業実施計画」が告示された。この計画では基本計画同様、滑走路は1600m×45mとされた。蔚珍出身の国会議員である金光元は、全国最小のミニ空港として設計されている、と計画を批判し、1600mの滑走路長では定員70人以下の小型機を新規に導入する必要があり、経済的な理由から航空会社が就航を躊躇するとして、滑走路長を2000mに延長するよう要求した。また航空会社の専門家は、予定されている蔚珍空港の滑走路はほぼ南北方向を向いており、東海岸で観測される東西方向に吹く強風が横風となることから、できるだけ滑走路長を長くしておくことが望ましい、と指摘した。こういった指摘に対し、空港の設計者は、国内航空会社2社が保有するフォッカー 100やボーイング737-500といった機種の就航が可能となるよう設計されており、横風についても考慮されている、と反論した。金光元は有事の際の軍事利用のほか、蔚珍郡の北西に位置し、カジノを軸に観光開発が進められていた江原道の太白地域と連携した観光も可能だとして、その後も滑走路延長が必要とする立場を維持し、2001年11月の建設交通委員会では「滑走路長を2000mとして、就航機種を拡大することが望ましい」と主張した。これに対し林寅澤建設交通部長官は「予算当局と協議しながら滑走路長を1800mまで拡張する方案を推進する」と答弁した。2002年12月には実施計画が変更され、滑走路が1800m×45mに変更された一方で、施行期間も2004年までと1年延長された。
蔚珍空港の建設が進められる一方で、韓国では全国各地の自治体が軽飛行場の建設を構想し、2000年から2001年までの間に国に対して行われた軽飛行場の建設や建設支援の要望は計15箇所に及んだ。中でも金光元が蔚珍拡張の根拠に挙げた江原道の太白地域では、太白市が独自に1500mの滑走路2本を備えた飛行場の建設を計画していた。建設交通部はこれら各地の飛行場開発の妥当性調査を一括して実施し、2003年に調査報告を受けた後も、報告に基づいて飛行場開発を推進する方針を維持していた。

### 延期
蔚珍空港の建設が進み、新規の空港開発計画も出る一方で、既設の地方空港の状況は悪化していた。蔚珍空港の周辺地域では、2001年5月には大邱空港で、2002年6月には浦項空港で、2002年12月には醴泉空港で新旅客施設が完成し、各空港の旅客処理能力は増大したが、利用客数は逆に減少していった。中でも蔚珍空港と同じ慶尚北道北部に位置する醴泉空港の状況は深刻であった。醴泉空港では1997年、利用客の増加に対応するためとして新旅客施設の整備計画が発表され、386億ウォンを投じて施設の建設が進められた。しかし、利用客数は整備計画が発表された1997年の39万人を頂点に、以降は減少を続け、施設完成前年の2001年には年間8万6千人にまで落ち込んでいた。2001年12月に郡内を通る中央高速道路が全通すると利用客はさらに減少、唯一運航されていたソウル便は2002年7月に運休となった。空港閉鎖回避のため建設交通部が誘致に動き、2002年8月にアシアナ航空が済州線の運航を開始した。醴泉空港の新旅客施設が完成したのはこうした状況下のことであった。しかし済州線も利用が低迷、運休と再開を繰り返していたが、2003年11月、翌年5月までの予定で運休となった。このような他交通機関との競合に加え、景気の低迷も影響し、全国の地方空港で利用客が減少、2003年の利用実績は予測値比で30%減となった。
2004年、建設交通部は4月の韓国高速鉄道開業を前に、空港開発の縮小に方針を転換し始めた。既設空港の利用者減少による空港会計の悪化により、進行中の新空港開発事業も再調整が避けられないとして、蔚珍空港の完工時期を2005年に修正したほか、務安・金堤の各空港も計画が修正された。また一括検討していた全国の軽飛行場建設計画についても、航空需要が見込めないとして白紙に戻す方針を示した。特に蔚珍空港は、本来ならば完工を予定していたこの年においても就航を希望する航空会社はなく、建設交通部は蔚珍空港や、路線が運休中の醴泉空港などに軽飛行機を就航させて活用を図るとしていた。しかし2004年5月、醴泉空港では運休中だった済州線がそのまま廃止となり、新旅客施設は実質的には1年未満の使用で空港が閉鎖されることになった。近隣の空港がこのような結果に終わったため、蔚珍空港も同様の結果となるのではないかという懸念が広がった。
さらに2004年6月には、監査院が蔚珍空港には経済的妥当性はないとして、事業規模と開港時期を再検討するよう建設交通部に勧告した。監査院の指摘によれば、当初の妥当性分析では蔚珍空港から63km - 98kmも離れている英陽郡や奉化郡が空港の影響範囲に入れられており、適正な条件で再算出すると蔚珍空港には経済的妥当性はないという。この指摘に地元は反発、蔚珍郡は「2005蔚珍世界親環境農業エキスポ」の開催を理由に早期開港を主張し、蔚珍郡議会も「蔚珍空港早期開港促求決議文」を採択して、年内の開港を要求した。しかし建設交通部は完工時期を延長する方針を発表し、この年に予定されていたレーダー施設設置工事が延期された。

### 模索
就航の見込みが立たない限りは開港できないことから、このころから慶尚北道は就航路線の確保に向けて模索を始めた。しかし大手2社は韓国高速鉄道開業に伴い既設路線で減便を強いられており、保有する機材も需要に比して過大で、赤字が必至の地方路線への新規就航は考えにくい状況にあった。高速鉄道開業後のこうした状況を見越し、慶尚北道は、小型航空機による路線網を構築し、蔚珍の他、醴泉、浦項など道内各空港の活用を図る案の検討を以前から行っていた。同じ時期に済州道では、大手2社による寡占状態が航空運賃の高止まりを招き、済州島への観光客増加の妨げになっているという問題意識から、済州道と民間の共同で新航空会社を設立する方案が推進されていた。この動きにも影響され、慶尚北道でも2004年6月、監査院の勧告発表と前後して「小型航空機を利用する地域航空路線網構築に関する建議案」が道議会に提出され、7月の本会議で可決された。2005年4月には、民間のコンサルティング会社が道の構想に沿った形で地域航空会社の設立を提案したが、同社は後に構想を変更し、慶尚北道道内の空港の活用を図る、という当初の目的は実現されなかった。
一方、済州道が推進していた新航空会社は2005年1月に「済州エアー」の名称で設立に至り（後に「チェジュ航空」に改名）、また2005年8月には韓星航空が最初の路線の運航を開始、これを契機として韓国でも航空会社の選択肢が広がり始めていた。慶尚北道はこれらの2社にも接近し、2005年8月のチェジュ航空の免許交付に伴う報道では2008年の金浦-蔚珍運航開始が報じられたほか、2006年4月にも建設交通部関係者の発言として同社が蔚珍への就航を検討していると伝えられたが、こちらも実現することはなかった。
路線確保の見通しが立たない中、建設交通部は2007年4月、「蔚珍空港開発基本計画」の変更を告示し、事業期間を1996年から2008年までの13年間とした上で、施設規模についても変更を行った。変更の多くは空港開発中長期計画や実施計画を通じて公表済みの内容を基本計画に反映したものに過ぎなかったが、新聞各紙やテレビニュースなどは「蔚珍空港来年末開港」といった表題で計画の変更を大きく報じた。これに対し建設交通部は報道資料を出し、事業の推進は政府の財政投資計画や航空会社の就航有無、格安航空会社の活性化などを総合的に勘案しなければならず、この時点で2008年開港と断定するのは難しい、と述べて、格安航空会社には蔚珍に就航する余力がないことを示唆した。実際、中央日報は2007年7月、蔚珍就航に消極的な格安航空会社各社の意見を紹介し、開港しても就航する航空会社は皆無、と報じている。中央日報のこの報道は、AFPを通じて配信され、巨額を投じて建設しながらどの航空会社も就航したがらない空港として、世界各地の新聞に蔚珍空港の状況が紹介されることになった。12月には、AFPが2007年に世界で起きた珍事を集めた年末企画「2007年おもしろニュース」において、この蔚珍空港の記事を再度取り上げたことから、韓国内でも注目が集まった。この際、AFPは問題の空港が蔚珍空港であることを記載しなかったため、一部では襄陽国際空港や務安国際空港など、他の空港を指しているという解釈も見られた。
この間、空港建設現場では長い放置で荒廃が進み、仮に就航する航空会社があっても即時の開港は困難な状況となっていた。2005年には既に進入道路に廃車が放置されているのが確認されていたが、その後も維持費の不足により、旅客ターミナル周辺や着陸帯は雑草が生い茂る状態となった。旅客ターミナルも工事資材が散乱する状態で放置され、後の調査では壁に亀裂が入り、ガラスが破損し、天井が腐食するなど、損傷が進んでいることが確認された。

### 論議
2008年に入ると、ほぼ完成している施設の活用をめぐって、さまざまな案が提起されるようになった。2月には建設交通部が大邱空軍基地の移転先や整備用として蔚珍空港を活用する案を検討していると伝えられた。市街地にあり、騒音問題が深刻な大邱空軍基地の蔚珍移転は、以前にも提案されたことがあった。過去には同じ蔚珍郡内にある竹辺非常滑走路の軍機能移転が提案されたこともあり、蔚珍空港を軍用として利用する案が出されたのは初めてのことではなかった。また整備用としての活用案は、前年に韓国で格安航空会社の設立が相次いだことから、これら新規参入の航空会社に整備機能を提供しようというものであった。しかしこの報道に地元は反発、金容守蔚珍郡守（郡守は郡の首長）が緊急記者会見を行い、両案に反対の立場を示すとともに、民間空港としての早期開港を主張した。3月には蔚珍郡議会も同様の主張を盛り込んだ決議文を採択した。
軍用利用案について慶尚北道は、国土海洋部も道自身も検討したことがないとして報道を否定し、この件は最初に転用を報じた新聞社が行き過ぎた報道を行ったものとされたが、蔚珍空港の活用に関する提案はその後も続いた。7月に蔚珍郡庁で開催された「空港活性化のための研究フォーラム」では、洪錫晋仁川大教授が、格安航空会社を誘致し中短距離国際線を開設、中国・日本などアジア地域から観光客を誘致することが望ましい、と発表を行った。8月には、この年の春に不定期運送免許を取得した航空会社の韓瑞宇宙航空が現地を視察した。12月に慶尚北道が開催した「空港活性化フォーラム」では、航空スポーツや飛行教育などを担当する空港としての活用が主張された。
外部からさまざまな提案の出る中、2008年9月の国会国土海洋委員会において、權度燁国土海洋部第1次官が蔚珍空港を操縦士養成訓練のための飛行訓練センターとして活用する方向であることを明らかにした。発言の中で權度燁は、航空業界における人材養成方案についての研究を外部調査機関に委託して2008年末までの予定で実施しており、この結果を受けて蔚珍空港の訓練施設活用を進める方向だ、と説明した。国土海洋部の意向は11月に全国紙でも報道され、転用のためにさらに経費を投入することへの批判や、操縦士養成需要に対する疑問といった反応を呼び起こした。訓練センターをめぐっては、襄陽国際空港の地元も積極的な誘致に動いていたが、襄陽は施設の規模が大きすぎるため訓練施設としての活用には適していない、とする観測が早くから流れていた。2008年末に調査結果を報告した外部調査機関は蔚珍空港の訓練施設活用を妥当としたが、国土海洋部がこの報告を受ける前に蔚珍空港の訓練施設設置に向けた作業指示を各所に出していたことが判明し、国土海洋部は結論ありきで調査を行ったのではないかとして後に問題となった。

### 転用
2009年3月には関係者の発言として、国土海洋部が蔚珍空港を飛行訓練センターとして活用するため、4月成立予定の補正予算に用途変更に必要な予算を反映できるよう協議中である、と伝えられ、4月の補正予算編成では国会国土海洋委員会が蔚珍空港建設に49億ウォンを要求した。この予算編成においては、各常任委員会による審査の段階でさまざまな追加要求が盛り込まれ、政府案に対して5兆ウォン以上の歳出増となったことが問題視されたが、中でも蔚珍空港予算は代表的な予算の濫費であるとして名指しで批判を浴びた。この際には蔚珍郡も飛行訓練センター誘致に動き、国土海洋委員会や予算決定特別委員会所属の議員に対して郡守が陳情を行った。また英陽・盈徳・奉化・蔚珍選挙区選出の国会議員である姜碩鎬は、国が操縦士の訓練機関に対し財政支援を実施することを可能にする条項の追加を内容とする航空法の改正案を45名の国会議員と連名で提出し、法的環境の整備により飛行訓練センター開設を促進しようとした。しかし、最終的に成立した予算には蔚珍空港の転用に関わる経費は反映されなかった。監査院も韓国空港公社に対する監査結果において、国防部との空域調整が行われていない点を問題視し、このまま転用を進めても空域の問題で訓練施設としての活用ができず、投資が無駄になる可能性があると懸念を示した。
2009年9月、国土海洋部は飛行教育訓練院を蔚珍空港に開設することに最終確定したと発表した。計画では国土海洋部が50億ウォン、韓国空港公社が39億ウォン、蔚珍郡が74億ウォン、訓練事業者が5億6千万ウォンを投じて2010年上半期中に空港本体や関連施設を完成させ、2010年7月から訓練院を開院、公募で募集する最大2社の訓練事業者によって運営するとしていた。7月には「蔚珍空港建設事業実施計画」が、12月には「蔚珍空港開発基本計画」が変更され、それぞれ事業期間が2010年までに変更された。しかし10月から11月にかけて行われた訓練事業者の募集に対しては、最大2社の選定予定に対して2事業者が応募したにすぎなかった。応募者のうち、航空関係の学部を持ち、泰安郡で泰安飛行場を運営している韓瑞大学校は訓練事業者に選定されたが、もう1事業者は応募資格を満たしていないとして選定されなかった。訓練院を複数の事業者に運営させる狙いは、競争原理を導入することで効率化を図ることにあったが、1事業者しか選定されなかったことで、この意図は実現が困難になったかと思われた。しかし、後に韓国航空大学校が運営者に加わることになり、運営の体制が整った。

### 開港
2010年に入ると、施設の使用開始に向けて具体的な手続きが始められた。1月には韓国空港公社の成始喆社長が建設現場を訪問、空港公社の施設受け入れに向けた計画について報告を受けた。4月には蔚珍飛行教育訓練院が訓練生の募集を開始し、国土海洋部による説明会も実施された。現地では旅客ターミナルの講義棟への改装や、寄宿舎の新築など、訓練院転用に伴う工事が進められた。
7月8日、「蔚珍飛行教育訓練院開院および蔚珍飛行場竣工式」が挙行され、鄭鍾煥国土海洋部長官、金寬容慶尚北道知事、林光元蔚珍郡守、住民500名のほか、大韓航空・アシアナ航空社長、訓練院を運営する両大学の総長、空軍参謀次長など各界の代表者が出席、空軍機が祝賀飛行を行った。
こうして飛行場は訓練施設として活用されることになった。しかし、地元は航空需要の推移により民間航空用としても活用する、という立場であり、姜碩鎬は航空路線の誘致を続けるとしている。訓練施設としての活用強化の動きもあり、2010年11月には、慶尚北道の亀尾市に位置する慶雲大学校が2011年から航空運航学科を新設、蔚珍飛行場を実習用に使用する予定であると発表した。一方、既に議論となった大邱空軍基地の移転先としての活用案の他に、新たな軍事活用の方向も出てきており、2010年10月の国防部国政監査において、公州・燕岐選挙区選出の国会議員である沈大平は、選挙区に近い清州国際空港の拡充と関連し、清州の空軍を蔚珍飛行場に移転し、東部防衛の強化を図る案も検討すべきだと主張した。このように蔚珍飛行場は使用が開始されたものの、その活用形態は使用が始まった後もなお、議論が続いている。

### 年表
- 1991年：交通部、妥当性調査実施。
- 1994年4月19日：交通部、「空港開発中長期基本計画」告示[8]。
- 1996年5月-1997年4月：基本設計実施。
- 1997年12月-1998年12月：実施設計実施。
- 1998年6月29日：建設交通部、「蔚珍空港開発基本計画」告示[10]。
- 1998年10月12日：蔚珍空港文化遺蹟地表調査（1998年12月29日まで）。
- 1999年4月-2000年8月：実施設計再実施。
- 1999年11月23日：埋蔵文化財試掘調査（1999年12月22日まで）。
- 2000年1月：ICAO空港コード“RKTL”が“ULJIN”に割り当てられる[14][15]。
- 2000年6月22日：建設交通部、「蔚珍空港開発基本計画」の変更を告示[42]。事業期間変更（2002年まで→2003年まで）。
- 2001年5月10日：釜山地方航空庁、「蔚珍空港設置」告示[105]。
- 2001年6月30日：麗水大学校水産科学研究所、蔚珍空港建設による周辺海洋への影響を調査（2003年11月30日まで）。
- 2001年7月12日：釜山地方航空庁、「蔚珍空港建設事業実施計画」告示[39]。
- 2002年12月26日：釜山地方航空庁、「蔚珍空港建設事業実施計画」の変更を告示[40]。施行期間変更（2003年まで→2004年まで）。
- 2003年1月8日：蔚珍郡の養殖業者代表者3名、空港工事による漁業被害に対する損害賠償を求め、ソウル中央地方法院に提訴[106]。
- 2003年3月4日：釜山地方航空庁、「蔚珍空港設置変更」告示[107]。
- 2004年6月：監査院、「空港拡充事業推進実態」で開港時期と事業規模の再検討が必要と指摘[108]。
- 2004年6月24日：蔚珍郡議会、「蔚珍空港早期開港促求決議文」採択[58]。
- 2004年11月13日：釜山地方航空庁、「蔚珍空港建設事業実施計画」の変更を告示[109]。施行期間変更（2004年まで→2005年まで）。
- 2005年1月18日：ソウル中央地方法院、空港工事損害賠償請求訴訟で原告一部勝訴の判決[106]。
- 2006年8月14日：秋秉直[110]建設交通部長官、現地を視察[111]。
- 2006年11月24日：建設交通部、「第3次空港開発中長期総合計画」告示[112]。
- 2007年4月3日：建設交通部、「蔚珍空港開発基本計画」の変更を告示[16]。事業期間変更（2003年まで→2008年まで）。
- 2008年2月22日：金容守蔚珍郡守、K-2移転問題で緊急記者会見[113]。
- 2008年3月6日：蔚珍郡議会、「蔚珍空港早期開港促求およびK-2空軍基地蔚珍移転反対決議文」採択[82]。
- 2009年4月3日：ソウル高等法院、空港工事損害賠償請求訴訟で原告一部勝訴の判決[114]。
- 2009年7月23日：大法院、空港工事損害賠償請求訴訟で国の上告を棄却[115]。
- 2009年7月24日：釜山地方航空庁、「蔚珍空港建設事業実施計画」の変更を告示[100]。施行期間変更（2005年まで→2010年まで）。
- 2009年12月31日：国土海洋部、「蔚珍空港開発基本計画」の変更を告示[101]。施行期間変更（2008年まで→2010年まで）。
- 2010年6月9日：釜山地方航空庁、「蔚珍空港 設置変更」告示[12]。
- 2010年6月15日：釜山地方航空庁、「蔚珍飛行場 変更」告示[3]。
- 2010年7月1日：釜山地方航空庁、飛行場使用開始告示[5]。
- 2010年7月8日：蔚珍飛行教育訓練院開院および蔚珍飛行場竣工式[116]。

## 漁業被害

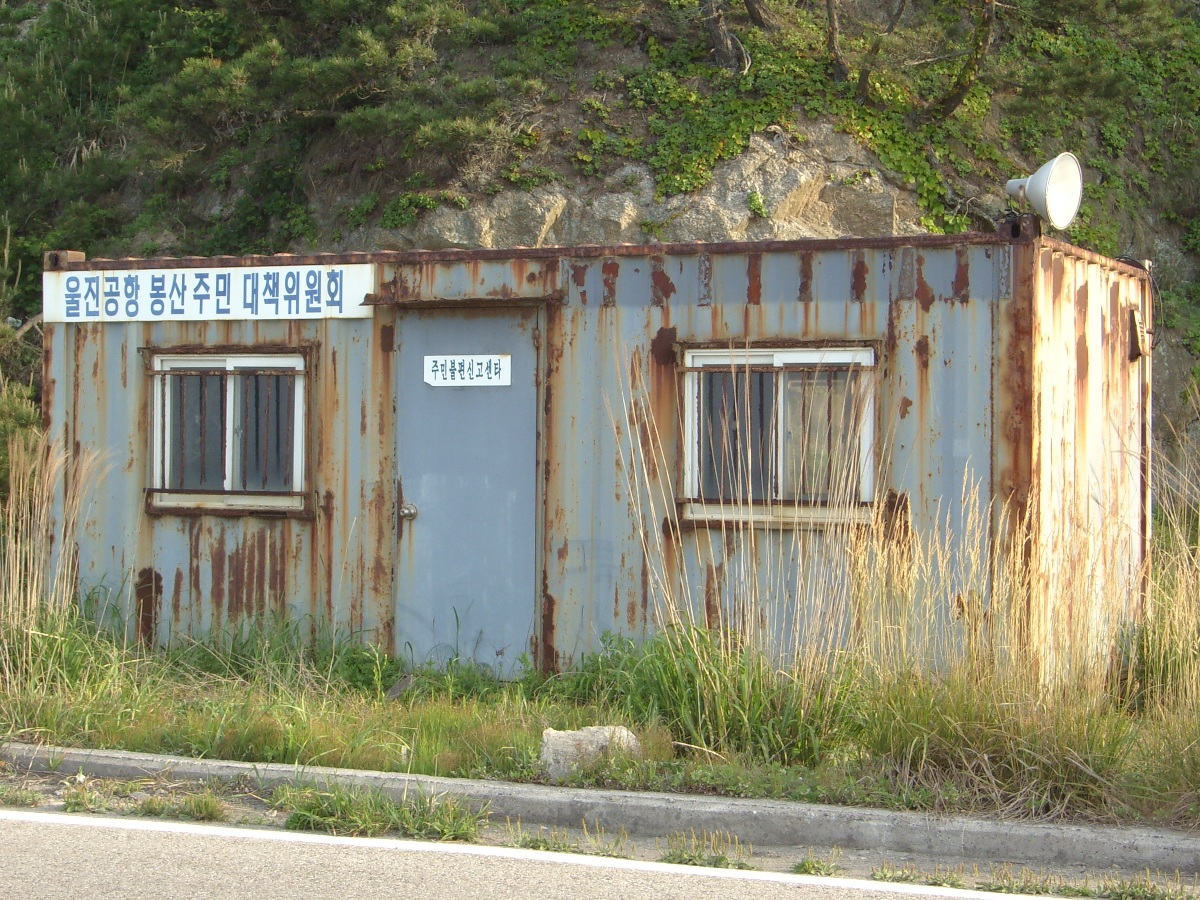
周辺住民が結成した空港対策委員会の建物

蔚珍空港工事着工後、工事現場からの土砂流出と騒音・振動により沿岸の漁場や養殖場の魚に被害が発生したと周辺の漁民が主張、これを受けて麗水大学校水産科学研究所が2001年6月から2003年11月まで実施した調査により、被害の発生が認められた。2003年1月には、陸上養殖場の代表者3名が国と建設会社を相手取り、損害賠償を求める訴訟をソウル中央地方法院に起こした。また2004年4月には周辺4漁村の漁民が蔚珍空港建設漁業被害対策委員会を結成し、補償の実施を求めた。しかし釜山地方航空庁は、調査結果の検証や予算措置が必要であること、陸上養殖場に対する被害分について係争中であり、他への被害分について個別の扱いはできないことを理由に、すぐには補償に応じられないとした。この対応に漁民は態度を硬化させ、2004年6月14日、蔚珍空港建設現場事務所前で漁業被害早期補償要求集会を開き、早期補償を要求した。6月16日には建設現場事務所で蔚珍空港建設漁業被害対策委員会と釜山地方航空庁との間で話し合いが行われ、趙魯永釜山地方航空庁空港施設局長が、3か月以内の補償実施を内部決定した、と説明したことにより、問題はいったん沈静化したが、その後も被害額などをめぐり両者の議論が続いた。
一方、陸上養殖場の代表者が起こしていた損害賠償請求訴訟について、2005年1月、ソウル中央地方法院は原告一部勝訴の判決を出した。孫潤河裁判長は判決において、国と建設会社は空港建設工事において土砂流出を防止する義務があったにもかかわらず、これを怠った過失があると指摘し、5億ウォンを原告に賠償するよう命じた。国と建設会社が控訴したが、建設会社との間では2007年8月に和解が成立、2009年4月にはソウル高等法院も原告一部勝訴の判決を出した。国は上告したが、2009年7月、大法院は審理不続行を適用し、上告を棄却した。2007年10月には、建設交通部がこの訴訟を含む複数の行政訴訟の弁護士費用を、土地購入費など他の名目で確保されていた予算から転用していたことが判明し、一部は企画予算処の了解を得ていなかったことから問題となった。蔚珍空港の訴訟には、土地購入費から1300万ウォンが転用されていた。
空港工事で現場から流出した土砂により沿岸漁業に被害が発生した事例は、蔚珍と同時期に工事が行われた襄陽国際空港や務安国際空港にもみられる。このうち襄陽国際空港の建設工事では、現場から流出した土砂により沿岸の漁場やホタテ養殖場に被害が発生した。現地漁民は国や建設会社を相手に損害賠償を求める訴訟を起こし、ソウル中央地方法院、ソウル高等法院が原告一部勝訴の判決を出した後、大法院まで争われた。しかし大法院は上告を棄却、国や建設会社に損害賠償を命じた高等法院の判決が確定した。

## 騒音被害
訓練院開院後は、訓練機による騒音被害が問題となっている。周辺の住民には早朝に漁を行い、日中は就寝する漁民が多く、訓練機の騒音が睡眠の妨げになるとして、住民からは改善要望が出されている。2011年7月には、視察に訪れた地元国会議員の姜碩鎬に対し、住民が対策を求めた。2011年11月には周辺住民が飛行場前で集会を開き、騒音被害に対する補償を要求したほか、郡や飛行場側との話し合いも行われたが、問題の解決には至っていない。

## 事件・事故
- 2011年1月21日、蔚珍飛行場を離陸したセスナ172機2機が午前10時頃に空中で衝突、1機は畑に、もう1機は国道7号線に近い場所に墜落した。両機のうち1機は韓瑞大所属の訓練生が、もう1機は韓国航空大所属の訓練生が単独で操縦しており、教官は同乗していなかった[129]。2機の同時飛行による訓練は異例であるほか、2名の訓練生は入学時期に3箇月程度の差があり、訓練期間の異なる2名が同じ時期に単独飛行の課程に進んだのは、訓練が不充分なまま次の課程に進めた結果ではないかとして、施設の運営に疑問が示された。2011年10月、航空・鉄道事故調査委員会は一方の訓練生が別の訓練機を視認していなかったこと、また飛行場の管制官が充分な情報提供を行わなかったことが事故の原因であるとする調査報告を出し、両訓練機関と国土海洋部、韓国空港公社に対して安全勧告を行った[130]。